# Esquirol volador negre
L'esquirol volador negre (Aeromys tephromelas) és una espècie de rosegador de la família dels esciúrids. Viu a Brunei, Indonèsia, Malàisia i Tailàndia. Es tracta d'un animal nocturn i arborícola que s'alimenta principalment de fruita, núcules i altres tipus de matèria vegetal. Els seus hàbitats naturals són els boscos primaris i secundaris. És una espècie en risc mínim, és a dir, no sembla que hi hagi cap amenaça significativa per a la seva supervivència.